# Bitwa pod Solebay
Bitwa morska pod Solebay – bitwa morska, która miała miejsce 7 czerwca 1672 podczas III wojny angielsko-holenderskiej będącej częścią ogólnoeuropejskich zmagań w ramach wojny Francji z koalicją.
Flota holenderska złożona z 75 okrętów wojennych pod wodzą admirałów de Ruytera, Banckerta i van Ghenta zaskoczyła połączoną flotę angielsko-francuską złożoną z 93 okrętów zakotwiczonych w Solebay i Suffolk, na wschodnim wybrzeżu Anglii.

## Wstęp
Książę Yorku (który drugi raz w życiu wyszedł w morze) oraz wiceadmirał hrabia Jean d’Estrées planowali zablokowanie Holendrów w ich macierzystych portach i uniemożliwienie ich okrętom dostępu do Morza Północnego. Ponadto w ramach kombinowanego uderzenia na Holandię flota Anglii i Francji miała wysadzić desant na jej wybrzeżu. 14 maja floty sprzymierzonych połączyły się koło wyspy White (łącznie 83 okręty liniowe, w tym 31 francuskich, 15 fregat, w tym 6 francuskich, 24 brandery oraz flota transportowa, 5100 dział, 33 000 ludzi). Sprzymierzeni podzielili się na 3 eskadry: awangardę pod wodzą Jeana d’Estréesa, ariergardę pod wodzą hrabiego Sandwich oraz siły główne pod księciem Yorku, który dowodził całością. Po dłuższym krążeniu u wybrzeża Holandii flota sprzymierzonych zakotwiczyła 3 czerwca w zatoce Solebay. Francuzi i Anglicy zatrzymali się tam dla dokonania niezbędnych napraw oraz by zdobyć wodę i zaopatrzenie. Flota holenderska, która stała w Ostendzie, poszła w ślad za sprzymierzonymi i zaskoczyła ich w Solebay. Holendrzy byli słabsi od sprzymierzonych (61 okrętów liniowych, 14 fregat, 36 branderów, 22 statki transportowe, 4000 dział i 21 000 ludzi), podzieleni byli na 3 eskadry: awangarda (Adriaen Banckert), siły główne (de Ruyter) i ariergarda (Willem Joseph van Ghent, który w 1667 roku dokonał słynnego najazdu na Medway).

## Bitwa
Dnia 7 czerwca flota sprzymierzonych została zaskoczona widokiem wielkiej floty holenderskiej, która pojawiła się na horyzoncie wraz z północno-zachodnim wiatrem. Wśród okrętów sprzymierzonych doszło do zamieszania. Anglicy i Francuzi w pośpiechu cięli liny kotwiczne, by stanąć w szyku. Następnie książę Yorku dał rozkaz wyruszenia na północ. Pierwsza ruszyła eskadra hrabiego Sandwich, za nią siły główne Anglików, natomiast Francuzi odeszli w kierunku południowo-wschodnim. Anglicy, tworzący centrum i ariergardę, trzymali kurs na sterburtę. To spowodowało, że sprzymierzeni od razu się rozdzielili na dwie oddalone od siebie części, dzięki czemu Holendrzy mogli skupić się głównie na nieprzyjacielskim centrum, zadając mu bardzo ciężkie straty. Holenderska awangarda i centrum stoczyły bój z Anglikami, którzy znaleźli się w ciężkich opałach. De Ruyter zaatakował eskadrę księcia Yorku (centrum), van Ghent eskadrę hrabiego Sandwicha (ariergarda), natomiast Berwick zwrócił się przeciwko Francuzom (awangarda). Na północy eskadry hrabiego Sandwicha i van Ghenta stoczyły uporczywą walkę. Okręt flagowy dowódcy ariergardy księcia Sandwicha, „Royal James”, po tym, jak został w poważnym stopniu uszkodzony przez działa holenderskich liniowców, spalony został przez brandera. Polegli wodzowie eskadr obu stron, hrabia Sandwich (jego ciało trzy dni później rozpoznano jedynie po gwieździe na surducie) i admirał van Ghent. Książę Yorku musiał zmieniać swój okręt flagowy dwukrotnie (pierwszym okrętem flagowym był „Prince”, który został poszatkowany do tego stopnia, że wódz musiał w pośpiechu przenieść się na okręt „St. Michael”). Straty były ciężkie po obu stronach. Jeden holenderski okręt został zniszczony, drugi zdobyty. Po odrzuceniu Anglików ku Lowestoft holenderska ariergarda wzmocniła eskadrę de Ruytera. Francuzi, przez przypadek czy też zgodnie z planem, skierowali się na południe, gdzie wraz z 15 okrętami podążył za nimi Banckert. Okręty francuskie ograniczyły się jedynie do wymiany ogniowej na daleki dystans. Banckert szedł początkowo równolegle do Francuzów, potem oddalił się ku własnym siłom głównym. W tej sytuacji eskadra księcia Yorku znalazła się wobec całej niemal floty holenderskiej. Anglików uratował zapadający zmrok, który przerwał bitwę. Bitwa była nierozstrzygnięta. Tuż po bitwie Holendrzy stracili trzeci okręt, który w wyniku wypadku podczas napraw wyleciał w powietrze.

## Po bitwie
Flota holenderska wróciła ku własnym brzegom, co dało Anglikom powód do twierdzenia, że to oni wygrali bitwę. W rzeczywistości Holandia została tak przyciśnięta przez francuską inwazję, że zmuszona była wówczas ściągać zapasy prochu ze swych okrętów wojennych, i w tym właśnie celu de Ruyter zawrócił swe okręty ku holenderskim wybrzeżom.
Anglicy stracili 4 okręty i 2500 ludzi, Holendrzy 2 okręty i 1000 ludzi, a także jeden okręt już po bitwie wskutek wypadku. Obie strony ogłosiły swoje zwycięstwo. Bez względu na te deklaracje, francusko-angielskie plany zablokowania Holendrów w ich portach musiały zostać porzucone. Taktycznie bitwa była nierozstrzygnięta, strategicznie wygrał ją de Ruyter, który sprawił, że myśl o desancie sprzymierzonych na wybrzeżach Holandii stała się mrzonką.